# 贺天举
贺天举（1990年12月28日—），辽宁丹东人，中国男子职业篮球运动员，效力于辽宁衡润飞豹篮球俱乐部，司职小前锋。

## 生平
贺天举出生于辽宁省丹东市，2008-09年赛季开始代表辽宁队征战中国男子篮球职业联赛。2010-2011赛季，因辽宁队新老交替人员配置较差，贺天举获得大量出场时间，以场均12.4分3.9个篮板的抢眼表现成为球队主力。之后的两个赛季数据再度提高，场均可以得到15加5的表现。2015年，贺天举代表新奥尔良鹈鹕队参加NBA夏季联赛，出场6次场均7.8分钟，3.7分1.2个篮板。